# النظام القليل الصوديوم
النظام الغذائي القليل الصوديوم هو نظام غذائي يتضمّن ما لا يزيد عن 1500 إلى 2400 مغ من الصوديوم يومياً. (ملعقة صغيرة من الملح تحتوي على 2300 مغ صوديوم). ينصح الأشخاص الذين يمارسون رياضة نشطة أو معتدلة أن يحدّوا من استهلاك الصوديوم إلى 3000 مغ يومياً والذين يعانون من فشل معتدل أو حاد في القلب ينصحوا باستهلاك ما لا يزيد عن 2000 مغ يومياً. 
الحاجات اليومية للصوديوم في الغذاء هي حوالي 69 مغ يوميا. والتي هي أقل بعشر مرات من الكمية الموجودة في أنواع عديدة من الأنظمة الغذائية التي تنكّه حسب الذوق. بالنسبة لبعض الأشخاص الذين يعانون من ارتفاع ضغط الدم بسبب الملح، هذه الكمية الإضافية قد تؤثر سلباً على صحّتهم.